# Villamayor de Calatrava
Villamayor de Calatrava – gmina w Hiszpanii, w prowincji Ciudad Real, w Kastylii-La Mancha, o powierzchni 144,81 km². W 2011 roku gmina liczyła 636 mieszkańców.